# دیوید ساکورای
دیوید ساکورای (انگلیسی: David Sakurai؛ زادهٔ ۱۹ ژوئیهٔ ۱۹۷۹) بازیگر، تهیه‌کننده، فیلم‌نامه‌نویس، هنرهای رزمی اهل دانمارک است.
از فیلم‌ها یا برنامه‌های تلویزیونی که وی در آن نقش داشته‌است می‌توان به به ترتیب خروج از صحنه، اقدامات انتقام، و  مسیر رستگاری اشاره کرد.